# Arnold Cooke
Arnold Atkinson Cooke (ur. 4 listopada 1906 w Gomersal w hrabstwie Yorkshire, zm. 13 sierpnia 2005 w Five Oak Green w hrabstwie Kent) – brytyjski kompozytor.

## Życiorys
W latach 1925–1929 studiował w King’s College na University of Cambridge u Edwarda Josepha Denta, uzyskując stopień bakałarza. W 1948 roku na tej samej uczelni obronił u Denta doktorat. W 1932 roku uczył się w berlińskiej Hochschule für Musik u Paula Hindemitha. Od 1933 do 1938 roku wykładał harmonię, kompozycję i kontrapunkt w Royal Manchester College of Music, następnie w latach 1947–1978 był wykładowcą Trinity College of Music w Londynie.
Silne piętno na twórczości Cooke’a wywarły studia u Edwarda Denta i Paula Hindemitha, pod wpływem których jego zainteresowania ześrodkowały się wokół muzyki dawnej (głównie barokowej i klasycystycznej) i jej instrumentarium oraz klasycznych form muzycznych. Skomponował m.in. opery Mary Barton (1949–1954) i The Invisible Duke (1975–1976), balet Jabez and the Devil (1959–1960), sześć symfonii (1946–1947, 1963, 1967–1968, 1973–1974, 1978–1979, 1983–1984), koncert na obój (1954), dwa koncerty klarnetowe (1955, 1981–1982), koncert skrzypcowy (1958), koncert wiolonczelowy (1974), cztery kwartety smyczkowe, dwie sonaty wiolonczelowe (1941, 1979–1980), kwartet obojowy (1948), trio smyczkowe (1950), dwie sonaty skrzypcowe (1938, 1951), sonatę obojową (1957) i klarnetową (1959), dwie sonaty organowe (1971, 1980), ponadto pieśni.